# Янош
Хорст Екерт, с псевдоним Янош (на немски: Horst Eckerth – Janosch) е сред най-известните германски илюстратори и писатели с публикувани над 100 детски книги, преведени на 30 езика.

## Биография
Роден е на 11 март 1931 г. в Хинденбург, Прусия, Германия (днес Забже, Полша). Напуска родния си град след Втората световна война, когато семейството му бяга в Западна Германия.
Известно време работи в текстилна фабрика. През 1953 г. се записва в Академията на изкуствата в Мюнхен, но след 2 семестъра прекъсва обучението си поради финансови причини.
Започва работа като художник на свободна практика. През 1960 година издателството на Георг Ленц, приятел на писателя, публикува първата му книга под псевдонима му Янош. Следват множество публикации.
Освен детски книги, има публикувани романи, в които описва детството си под влиянието на властен баща и майка – религиозна фанатичка. В романите си разглежда теми като приятелството, семейството и смисъла на живота.
Печелил е множество награди, сред които Литературна награда на град Мюнхен (1975), Литературна награда на немската младеж (1979), Zilveren Griffel (1984), Федерален кръст за заслуги (1993).
От 1980 година живее в Тенерифе.